# Опашати сватовници
„Опашати сватовници“ (на английски: Zookeeper) е американска романтична комедия от 2011 г. на режисьора Франк Корачи, с участието на Кевин Джеймс, Розарио Доусън и Лесли Биб, а озвучаващия състав се състои от Ник Нолти, Силвестър Сталоун, Адам Сандлър, Дон Рикълс (последният му филм преди смъртта му на 6 април 2017 г.), Джъд Апатоу, Шер, Джон Фавро и Фейзън Лав. Това е първият филм на MGM, който е ко-продуциран с „Хепи Медисън“ (както и първата продукция, която е пусната, след като компанията подаде молба за несъстоятелност предходната година), въпреки че филмът, подобно на по-голямата част от продукцията на „Хепи Медисън“, е разпространен от „Кълъмбия Пикчърс“.  Снимките започват в Бостън на 17 август 2009 г., а филмът е пуснат на 8 юли 2011 г.